# 裏町酒場
裏町酒場（うらまちさかば）は、美空ひばりのシングル。ひばり45歳の誕生日にあたる1982年5月29日に、日本コロムビアから発売された。

## 概要
- 1980年～1982年に掛けてミリオンセラーを記録した「奥飛騨慕情」の竜鉄也が作曲したが、ひばりのプロデューサーであった中村一好が「シングル盤でもLP用でも良いから、とにかく竜さんに、ひばりさんに一曲提供してほしい」という申し出があったことがきっかけであった。
- ひばりは同年5月2日に福岡・博多で開催された博多どんたくの前夜祭に出演[3]し、発売前に先行で同曲を披露。当日のひばりは風邪をひいており喉のコンディションが万全の状態ではなかったが、往年のヒット曲と共に歌声を聴かせた。
- 発売から半年後の11月には12万3000枚の売上を記録し、ひばり自身オリコンチャート上においては、1980年「おまえに惚れた」以来の2年振りのロング・ヒット曲となる。最終的なシングル売上は15.4万枚を記録し[2]、2019年時点ではひばりのシングル売上で歴代27位にランクインされている（日本コロムビア調べ）[4]。
- 1982年7月には、タイトルと同題名のオリジナル及びカバー・アルバムが発売された。1982年にはひばりがセルフカバーアルバム『EVERGREEN★HIBARI』のためにデジタルで再録音し、1983年に発売している。また作曲の竜自身ものちに同曲をセルフカバーしている。

## 収録曲
1. 裏町酒場
2. 時雨の宿
  - 両楽曲共、作詞：さいとう大三、作曲：竜鉄也、編曲：京建輔

1989年盤
1. おまえに惚れた
  - 作詞：たかたかし、作曲：徳久広司、編曲：斉藤恒夫
2. 裏町酒場

## アルバム「裏町酒場」収録曲（1982年7月21日発売）
1. 裏町酒場
2. 人恋酒
3. おまえに惚れた
4. 恋女房
5. おんなの涙
6. 時雨の宿
7. 哀愁の高山（竜鉄也のカバー）
8. 人生かくれんぼ（五木ひろしのカバー）
9. 大阪しぐれ（都はるみのカバー）
10. 夫婦舟（三笠優子のカバー）
11. ふたり酒（川中美幸のカバー）
12. 奥飛騨慕情（竜鉄也のカバー）

## アルバム「夢ひとり」収録曲（1985年8月21日発売）
1. 夢ひとり
2. ビロードの夜
3. 冬のくちびる
4. 残侠子守唄
5. 裏町酒場
6. 人恋酒
7. おまえに惚れた
8. 真赤な太陽
9. 悲しい酒
10. 柔
11. ひばりの佐渡情話
12. 港町十三番地
13. リンゴ追分
14. 悲しき口笛